# فهرست مدال‌آوران المپیک در راگبی ۷ نفره
این مقاله فهرست مدال‌آوران المپیک در راگبی ۷ نفره در دو بخش مردان و زنان است.

## مردان
| بازی‌ها                                       | طلا | نقره | برنز |
| راگبی ۷ نفره در بازی‌های المپیک تابستانی ۲۰۱۶ | فیجی (FIJ) - میسیوسی داکوواکا - آپیسای دومولایلای - اوسئا کولینیسائو - سمی کوناتانی - ویلیام ماتا - لئون ناکاراوا - واتمو راوووو - کیتیونه تالیگا - جوسوا تویسووا - جری تووای - جاسا ورمالوا - سامیسونی ویریویری - ساوناکا راواکا | بریتانیای کبیر (GBR) - مارک بنت - دن بیبی - فیل برگس - سام کراس - جیمز دیویس - اولی لیندسی هاگ - روآرید مک کانچی - تام میچل - دن نورتون - مارک رابرتسون - جیمز رودول - مارکوس واتسون                                     | آفریقای جنوبی (RSA) - سیسیل آفریقا - تیم آگابا - کایل براون - خوان دو جونگ - جاستین گدولد - فرانسوا هوگارد - ورنر کوک - چسلین کلبه - دیلن سیج - کواگا اسمیت - فیلیپ اسنیمن - روزکو اسپکمن - سیبلو سناتلا                         |
| راگبی ۷ نفره در بازی‌های المپیک تابستانی ۲۰۲۰ | فیجی (FIJ) - ناپولیونی بولاکا - ویلیمونی بوتیتو - ملی درنالاگی - سیرلی ماکالا - یوسفو ماسی - وایسئا ناکوکو - کالیون ناسوکو - سمی رادرادرا - آمینیاسی تویمابا - آسائلی تویوواکا - جری تووای - جوسوا واکورونابیلی - جیوتا واینیکولو | نیوزیلند (NZL) - کورت بیکر - دیلن کولیر - اسکات کری - سام دیکسون - اندرو نیوزتاب - انگاروهی مک‌گاروی-بلک - تیم میکلسون - سیونه مولیا - اتن نانای-ستورو - تون انجی شیو - آماناکی نیکول - ویلیام واربریک - ریگن ور - جو وبر | آرژانتین (ARG) - سانتیاگو آلوارس - لاوتارو بازان - لوسیو سینتی - فیلیپه دل مستره - رودریگو اتچارت - لوسیانو گونسالس - رودریگو ایسگرو - سانتیاگو ماره - ایگناسیو مندی - مارکوس مونتا - ماتیاس اوسادچوک - گاستون روول - ژرمن شولتز |

## زنان
| بازی‌ها                                       | طلا | نقره | برنز |
| راگبی ۷ نفره در بازی‌های المپیک تابستانی ۲۰۱۶ | استرالیا (AUS) - نیکول بک - شارلوت کاسلیک - امیلی چری - کلوئی دالتون - جما اتریج - الیا گرین - شانون پاری - اوانیا پلیت - آلیسیا لوکاس - اما تونگاتو - ایمی ترنر - شارنی ویلیامز             | نیوزیلند (NZL) - شکیرا باکر - کلی بریزر - گیل بروتون - ترزا فیتزپاتریک - سارا هیرینی - هوریانا مانوئل - کیلا مک‌آلیستر - تایلا ناتان-ونگ - ترینا ته تماکی - رابی توی - نایل ویلیامز - پورتیا وودمن | کانادا (CAN) - بریتنی بن - هانا دارلینگ - بیانکا فارلا - جن کیش - گیسلین لندری - مگان لوکان - کیلا مولسکی - کارن پاکوین - کلی راسل - اشلی استیسی - ناتاشا واتچم-روی - چاریتی ویلیامز                                 |
| راگبی ۷ نفره در بازی‌های المپیک تابستانی ۲۰۲۰ | نیوزیلند (NZL) - میکائلا بلاید - کلی بریزر - گیل بروتون - ترزا فیتزپاتریک - استیسی فلولر - سارا هیرینی - شیری کاکا - تایلا ناتان-ونگ - ریسی پوری-لین - آلینا سایلی - رابی توی - پورتیا وودمن | فرانسه (FRA) - کورالی برتران - آن-سسیل کیوفانی - کارولین دروا - کامی گرسینو - لینا گرن - فنی هورتا - شانون ایزار - کلوئی ژاکه - کارلا نیسن - سرافین اوکمبا - کلوئی پل - ژاد اولوتول               | فیجی (FIJ) - لاونا کاوورو - رایجیلی داوئوا - سسنیلی دونو - لایسانا لیکوسوا - روسیلا ناگاساو - آنا نایماسی - آلووسی ناکوسی - روئلا رادینیاوونی - وینیانا ریوای - Tokasa Seniyasi - واسیتی سولیکوویتی - ریپی اولونیساو |